# Requiem pour un champion (album)
Albums de Boulbar
Boulbar
(2005)
Requiem pour un champion est le 2e album de Boulbar. Il s'agit d'un concept-album dont l'histoire se déroule en grande partie dans l'Amérique des années 60. Jack Ranieri, "Iron Jack", est un ancien boxeur qui a connu la gloire et la déchéance. Il raconte son histoire en 13 chansons. Après avoir réalisé, en 2007 une version autoproduite de cet album, Boulbar signe en 2008 avec le label Roy Music. L'album Requiem pour un champion est entièrement ré-enregistré en studio.

## Titres
| No  | Titre                       | Durée |
| --- | --------------------------- | ----- |
| 1.  | Introduction                | 2:33  |
| 2.  | Iron Jack                   | 2:27  |
| 3.  | La boite de Pandore         | 3:42  |
| 4.  | La grande illusion          | 3:25  |
| 5.  | Ranieri - vs Freeman        | 4:03  |
| 6.  | Au-delà des projecteurs     | 3:32  |
| 7.  | Wells Fargo, fin de journée | 1:35  |
| 8.  | Cavale                      | 4:28  |
| 9.  | San Quentin                 | 3:07  |
| 10. | Errance                     | 4:14  |
| 11. | King Catsaway               | 2:29  |
| 12. | Epilogue                    | 1:05  |
| 13. | Le rêve américain           | 3:40  |